# تشارلز تايلور (جندي)
تشارلز تايلور (بالإنجليزية: Charles Taylor)‏ هو جندي أمريكي، ولد في 1840 في بالتيمور في الولايات المتحدة، وتوفي في 3 أغسطس 1899.